# Mesochorus antefurcalis
Mesochorus antefurcalis là một loài tò vò trong họ Ichneumonidae.